# Perdita affecta
Perdita affecta är en biart som beskrevs av Timberlake 1971. Perdita affecta ingår i släktet Perdita och familjen grävbin. Inga underarter finns listade i Catalogue of Life.